# キミが好きで
「キミが好きで」（きみがすきで）は、Lil'Bの4作目のシングル。発売元はDefSTAR RECORDS。

## 解説
- 前作「願いごと一つキミへ/JET★GIRL」から約2か月ぶりのシングル。1stアルバム「今、キミへ…」先行シングル。
- キミうた3部作最終章。今回のキミは”恋人”を指している。

## 収録曲
1. キミが好きで(5:30)
  - 作詞：MIE、AILA　作曲、編曲：黒光雄輝　：黒光雄輝
  - ロッテ「ガーナミルクチョコレート　バレンタイン篇」CMソング
2. キミうた3部作□DJ KAORI’s Lil’B girls mix□(5:49)
  - 作詞：MIE、AILA　作曲、編曲：黒光雄輝　：黒光雄輝
3. キミが好きで (カラオケ)

## タイアップ
- KBC「ドォーモ」エンディングテーマ
- avex trax「ミュゥモ」CMソング
- ヤマハ「MySound」CMソング